# Composition des équipes du Championnat de France masculin de handball 2019-2020
Cet article liste la composition des équipes participantes au Championnat de France masculin de handball 2019-2020,,.
L'âge, le club, le nombre de sélections et le nombre de buts sont en date du 5 septembre 2018, date de la première journée du championnat.
Remarque :  et  indiquent des arrivées ou des départs en cours de saison.

## Principaux transferts de l'intersaison 2019
Une liste non exhaustive des transferts ayant eu lieu à l'intersaison est :
| Nat. | Joueur                  | Champ. | Club 2018-2019       | Champ. | Club 2019-2020       |
| ---- | ----------------------- | ------ | -------------------- | ------ | -------------------- |
|      | Nicolas Claire          |        | HBC Nantes           |        | Pays d'Aix UC        |
|      | Uwe Gensheimer          |        | Paris Saint-Germain  |        | Rhein-Neckar Löwen   |
|      | Vincent Gérard          |        | Montpellier Handball |        | Paris Saint-Germain  |
|      | Michaël Guigou          |        | Montpellier Handball |        | USAM Nîmes Gard      |
|      | Vid Kavtičnik           |        | Montpellier Handball |        | Pays d'Aix UC        |
|      | Romain Lagarde          |        | HBC Nantes           |        | Rhein-Neckar Löwen   |
|      | Niko Mindegia           |        | Chambéry SMB HB      |        | Wisła Płock          |
|      | Aymeric Minne           |        | Pays d'Aix UC        |        | HBC Nantes           |
|      | Emil Nielsen            |        | Skjern Håndbold      |        | HBC Nantes           |
|      | Marin Šego              |        | SC Pick Szeged       |        | Montpellier Handball |
|      | Guðjón Valur Sigurðsson |        | Rhein-Neckar Löwen   |        | Paris Saint-Germain  |
|      | Kamil Syprzak           |        | FC Barcelone         |        | Paris Saint-Germain  |

Cette fin de saison est également marquée par la retraite sportive d'un certain nombre de joueurs emblématiques du championnat, que ce soit par leur durée dans un club ou leur palmarès : Théo Derot (à seulement 27 ans), Benoît Doré, Rémy Gervélas (après 15 saisons à Ivry), Guillaume Joli, Arnaud Siffert ou encore Thierry Omeyer qui met un terme à sa carrière après son dixième titre de champion de France, le 59e et dernier titre de sa longue carrière,

## Effectifs par club

### Pays d'Aix UC
| Arrivées - Noah Gaudin (Cesson Rennes MHB, retour de prêt) - Baptiste Bonnefond (Montpellier Handball) - Vid Kavtičnik (Montpellier Handball) - Edu Roura (Cavigal Nice Handball, entraîneur adjoint) - Oriol Rey (Cavigal Nice Handball) - Nicolas Claire (Nantes) - Samuel Honrubia (Union sportive d'Ivry rés., arrivé en janvier 2020) | Départs - Yanis Lenne (Montpellier Handball, via FC Barcelone) - Juan Andreu Candau (Limoges Hand 87) - Philip Stenmalm (Wisła Płock, ) - Tim Dalhaus (SG BBM Bietigheim, ) - Aymeric Minne (HBC Nantes) - Morten Bjørnshauge (Skjern Håndbold, ), départ en janvier 2020 - Jože Baznik (USAM Nîmes Gard), départ en janvier 2020 |

### Chambéry SMB HB
| Arrivées - Demis Grigoraș (Tatabánya KC, ) - Lukas von Deschwanden (TVB Stuttgart, ) - Jean-Loup Faustin (Montpellier Handball) | Départs - Niko Mindegia (Wisła Płock, ) - Nori Benhalima (Fenix Toulouse Handball) - Quentin Minel (HC Erlangen, ) - Antoine Léger (Limoges Hand 87) |

### C' Chartres MHB
| Arrivées - Edgar Dentz (Grand Nancy MHB) - Morten Vium (US Ivry) - Vasja Furlan (US Ivry) - Kim Sonne (GWD Minden, ) - Nikola Jukić (Pontault-Combault Handball) - Vanja Ilić (Logroño La Rioja, ) - Leonardo Domenech de Almeida (CB Puente Genil, ) - Dan-Emil Racotea (Veszprém KSE, , prêt) - Toni Gerona (entraîneur) | Départs - Robin Molinié (US Créteil) - Sylvain Kieffer (Valence Handball, N1) - Ricardo Candeias (arrêt) - Louis Roche (Istres Provence Handball) - Martin Petiot (HB Esch, ) - Rémi Feutrier (Japon) - Jérôme Delarue (entraîneur) |

### US Créteil
| Arrivées - Robin Molinié (C' Chartres MHB) - Adam Bratković (RD Koper 2013, ) | Départs - Issam Tej (arrêt) - Gustavo Rodrigues (Pontault-Combault Handball) - Pablo Marrochi (BM Cuenca, ) |

### Dunkerque HGL
| Arrivées - Steve Marie-Joseph (Pontault-Combault Handball) - Gabriel Nyembo (Sélestat AHB) - Jan Jurečič (RK Celje, ) | Départs - Guillaume Joli (arrêt) - Pierre Soudry (Fenix Toulouse Handball) - Wilson Davyes (US Ivry) - John Nkonda (Cherbourg) - Jonathan Ngoma (Hazebrouck HB 71, N1) |

### Istres Provence Handball
| Arrivées - Arnaud Tabarand (Billère Handball) - Louis Roche (C' Chartres MHB) - Oussama Hosni (Pontault-Combault Handball) - Andrea Parisini (Strasbourg Schiltigheim) - Vasko Ševaljević (Tremblay-en-France Handball) - Rasmus Nielsen (SønderjyskE Håndbold, ) | Départs - Robin Cappelle (Gazélec Ajaccio, N1) - Thomas Capella (Sélestat AHB) - Thomas Tricaud (Martigues, N1) - Branko Kankaras (HC Meshkov Brest, ) - Erwin Feuchtmann (destination inconnue) - Théo Derot (arrêt) - Virgile Pinchot (Sélestat AHB) |

### US Ivry
| Arrivées - Adama Sako (Tremblay-en-France Handball) - Simon Ooms (Sélestat AHB) - Théophile Caussé (Montpellier Handball) - Wilson Davyes (Dunkerque HGL) - Samuel Honrubia rés. (Tremblay-en-France Handball) | Départs - Michal Kopco (Tremblay-en-France Handball) - Morten Vium (C' Chartres MHB) - Vasja Furlan (C' Chartres MHB) - Johan Boisedu (Dijon Métropole Handball) - Rémy Gervelas (fin de carrière) |

### Montpellier Handball
| Arrivées - Hugo Descat (Dinamo Bucarest, ) - Marin Šego (SC Pick Szeged, ) - Gilberto Duarte (FC Barcelone, ) - Yanis Lenne (Pays d'Aix UC via FC Barcelone) - Kévin Bonnefoi (Nantes, retour de prêt) | Départs - Jean-Loup Faustin (Chambéry SMB HB) - Théophile Caussé (US Ivry) - Michaël Guigou (USAM Nîmes Gard ) - Vid Kavticnik (Pays d'Aix UC) - Baptiste Bonnefond (Pays d'Aix UC) - Vincent Gérard (Paris SG) - Mohamed Mamdouh (Dinamo Bucarest, ) |

### HBC Nantes
| Arrivées - Emil Nielsen (Skjern Håndbold, ) - Alexandre Cavalcanti (Benfica Lisbonne, ) - Rok Ovnicek (RK Celje, ) - Sebastian Augustinussen (Skjern Håndbold, ) - Senjamin Burić (RK Zagreb, ) - Alberto Entrerríos (entraîneur adjoint à entraîneur) - Aymeric Minne (Pays d'Aix UC) - Antonio García Robledo (BM Granollers) | Départs - Arnaud Siffert (arrêt) - Thierry Anti (entraîneur, Sporting CP Lisbonne, ) - Lucien Auffret (Strasbourg Schiltigheim) - Romaric Guillo (KS Kielce, ) - Florian Delecroix (Cesson Rennes MHB) - Espen Lie Hansen (Drammen HK, ) - Kévin Bonnefoi (Montpellier Handball, retour de prêt) - Romain Lagarde (Rhein-Neckar Löwen, ) - Nicolas Claire (Pays d'Aix UC) |

### USAM Nîmes Gard
| Arrivées - Jean-Jacques Acquevillo (Arr. gauche, Cesson Rennes MHB) - Michaël Guigou (Ailier gauche, Montpellier Handball) - Hichem Kaabeche (Pivot, Pontault-Combault Handball, retour de prêt) - Jože Baznik (Gardien de but, Pays d'Aix, joker médical, 01/2020) - Ahmed Hesham (Arrière gauche, Heliopolis SC, , 01/2020) | Départs - Jérémy Suty (Demi-centre, Limoges Hand 87) - Yvan Gérard (Ailier gauche, Strasbourg Schiltigheim) - Micke Brasseleur (Arrière droit, Limoges Hand 87, 01/2020) |

### Paris SG
| Arrivées - Kamil Syprzak (FC Barcelone, ) - Vincent Gérard (Montpellier Handball) - Guðjón Valur Sigurðsson (Rhein-Neckar Löwen, ) | Départs - Robin Dourte (CD Valladolid, , prêt) - Thierry Omeyer (arrêt) - Uwe Gensheimer (Rhein-Neckar Löwen, ) - Luka Stepančić (SC Pick Szeged, ) |

### Saint-Raphaël VHB
| Arrivées - Rareș Fortuneanu (entraîneur adjoint à entraîneur) - Wissem Hmam (entraîneur adjoint) | Départs - Joël da Silva (entraîneur, sans club) - Miroslav Jurka (HC Zubri, ) - Romain Mathias (Strasbourg Schiltigheim) |

### Fenix Toulouse Handball
| Arrivées - Luc Steins (Tremblay-en-France Handball) - Pierre Soudry (Dunkerque Handball Grand Littoral) - Rémi Leventoux (Pontault-Combault Handball) - Jef Lettens (Cesson Rennes MHB) - César Almeida (BM Granollers, ) - Nori Benhalima (Chambéry SMB HB) - Nemanja Ilić (FC Barcelone, retour prêt) - Ayoub Abdi (Grenoble SMH) | Départs - Yassine Idrissi (Limoges Hand 87) - Joris Labro (Billère Handball) - Pierre Halimi (Massy Essonne Handball) - Rafal Przybylski (KS Azoty-Puławy, ) - Alvaro Ruiz (Wisła Płock, ) |

### Tremblay-en-France Handball
| Arrivées - Reida Rezzouki (Ailier droit, centre de formation) - Bruno Butorac (Arrière droit, HT Tatran Prešov) - Bakary Diallo (Arrière gauche, Pontault-Combault Handball) - Luka Brkljacic (Demi-centre, Massy Essonne Handball) - Juan del Arco (Arrière gauche, La Rioja) - Yosdany Rios (Arrière gauche, Limoges Hand 87, janvier 2020) | Départs - Luc Steins (Demi-centre, Fenix Toulouse Handball) - Sassi Boultif (Arrière droit, Valence Handball) - Pierre Marche (Pivot, Grand Nancy Métropole Handball) - Samuel Honrubia (Ailier gauche, fin de carrière) - Adama Sako (Arrière gauche, US Ivry Handball) - Genèse Bouity (Arrière droit, Massy Essonne Handball) - Vasko Ševaljević (Arrière gauche, Istres Provence Handball) - Juan del Arco (Arrière gauche, Limoges Hand 87, prêt en janvier 2020) |